# 40. Fallschirmjägerbataillon Willi Sänger

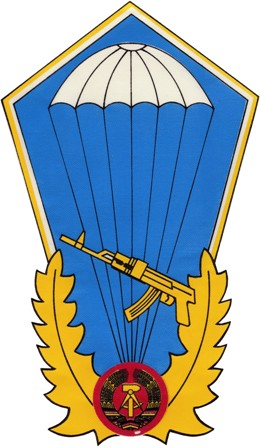
Insignia de la unidad

El 40. Fallschirmjägerbataillon Willi Sänger fue el único batallón aerotransportado del Ejército de Alemania Oriental (alemán: Nationale Volksarmee o NVA). Fue formado en 1962. El batallón estuvo basado en Prora en la isla de Rügen isla entre 1962 y 1982 y más tarde cerca de Potsdam (1982–90).  Contaba con aproximadamente 400 a 500 hombres. Un miembro del Special Boat Service británico valoró a esta unidad como el mejor batallón aerotransportado dentro del Bloque soviético. Su asignación primaria era conducir operaciones de comando en contra de instalaciones militares enemigas. Otras asignaciones incluyeron destruir transportes de armas nucleares, centros de control del enemigo, y líneas de abastecimiento enemigas.

## Historia
En 1960, cuatro años después del fundando del Ejército de Alemania Oriental, la primera unidad paracaidista estuvo formada por el 5.º Batallón Rifle Motorizado (alemán: Motorschützenbataillons 5; MSB 5). El 28 de febrero de 1962, fue rebautizado como el 5.º Batallón Paracaidista  (en alemán: Fallschirmjägerbataillon 5; FJB 5).  La unidad fue vista en público por primera vez en la ocasión del desfile del 1 de mayo de 1964 en Berlín Oriental.
En 1969 el batallón fue rebautizado con el nombre "Willi Sänger", un miembro de la resistencia antinazi. 
En 1971 el batallón fue rebautizado como 2.º Batallón Paracaidista (alemán: Fallschirmjägerbataillon 2; FJB 2) y en 1972 de nuevo como 40.º Batallón Paracaidista (alemán: Fallschirmjägerbataillon 40; FJB 40), bajo el mando directo  del cuartel general del ejército de tierra, con sede en Potsdam.
A principios de 1981, una compañía de paracaidistas del batallón fue asignada a la protección de la sede del Ministerio de Defensa Nacional en Strausberg.
En 1986 esta unidad fue expandida para formar el Luftsturmregiment 40.
En 1989 fue desplegada en la ciudad de Leipzig en el marco de las Manifestaciones del lunes, aunque no llegó a entrar en acción.

## Misión
En tiempo de guerra el batallón sería utilizado como unidad de comando en misiones de infiltración y sabotaje de centros de mando de la OTAN y sus rutas de abastecimiento.  Los paracaidistas serían empleados para eliminar transportes de armas nucleares, centros de mando del enemigo, para impedir el abastecimiento de fuerzas enemigas, o para ocupar objetivos importantes hasta que llegasen las unidades convencionales propias.

## Formación
Todo el personal estaba formado por voluntarios que debían pasar numerosos procesos de selección. Cada año algunos centenares de soldados del Ejército Popular Nacional se presentaban voluntarios, aunque sólo entre un 8 y un 10% lograban acceder a la unidad.
Los siguientes requisitos eran necesarios:
- Conclusión del décimo grado de la educación general-aportando formación en escuela superior politécnica.
- Haber realizado al menos doce saltos de paracaídas en la Gesellschaft für Sport und Technik (GST) -Sociedad para el Deporte y la Tecnología.
- Prueba de rendimiento físico consistente en una "prueba de ocho actividades."

Servir en esta unidad requería un compromiso a largo plazo, el periodo de servicio de un paracaidista era generalmente de al menos 3 años.
La formación tenía lugar en la unidad de acuerdo con los requisitos de fuerzas de comando similares a unidades de Rangers y Fuerzas especiales del Ejército de EE. UU. La formación era exigente, con prácticas de combate físico y  armas hasta llegar al agotamiento, además de una rigurosa formación atlética. Al mismo tiempo se inculcaba una fuerte idiosincrasia de pertenecer a una unidad de élite .
El entrenamiento se ajustaba particularmente para operar en la retaguardia del enemigo. Se pretendía crear un soldado valiente, fuerte, perseverante y con pensamiento independiente.
La formación especial incluía los siguientes puntos:
- Combate nocturno y diurno.
- Salto en paracaídas de día y de noche bajo las condiciones meteorológicas y de terreno más duras.
- Manejo de explosivos.
- Escalada de montaña, esquí, natación y buceo.
- Formación física militar con carreras de 15 kilómetros y entrenamiento por intervalos.
- Marchas forzadas llevando máscaras protectoras y marchas de 100 km con el equipamiento completo.
- Combate cuerpo a cuerpo para llegar a cinturón amarillo de judo. También se hacían prácticas de kárate.
- Manejo de radios.
- Operaciones de combate urbano.
- Puntería.
- Formación de supervivencia.
- Lenguas extranjeras.

La formación de suboficiales tenía lugar durante el primer año de su servicio en una escuela de suboficiales para unidades de infantería motorizada, después la cual accedían al batallón por primera vez.

## Organización
El 40. Fallschirmjägerbataillon se inspiraba en las Tropas Aerotransportadas soviéticas.
La estructura básica del batallón estaba formada por cinco compañías de Paracaídas, una compañía de transmisiones y un batallón de ingenieros. En combate, las compañías del batallón se dividirían en equipos de cinco o seis hombres para bajar su perfil operacional. Como fuerza de capacidades especiales  quede bajo la orden directa del Kommando Landstreitkräfte (KdoLaSK) - el alto mando del Ejército Nacional Popular.

## Uniforme y armas
El batallón utilizó el mismo camuflaje de las tropas del ejército regular, pero el uniforme estaba adaptado a las demandas de la unidad. Había también elementos de equipamiento especializados como una mochila de mayor tamaño, cuchillo paracaidista, chaleco de combate, abrigo de lluvia, botas, y casco. La insignia paracaidista era naranja y se exhibía en su cuello, hombro y boina. En combate  llevarían una boina gris.

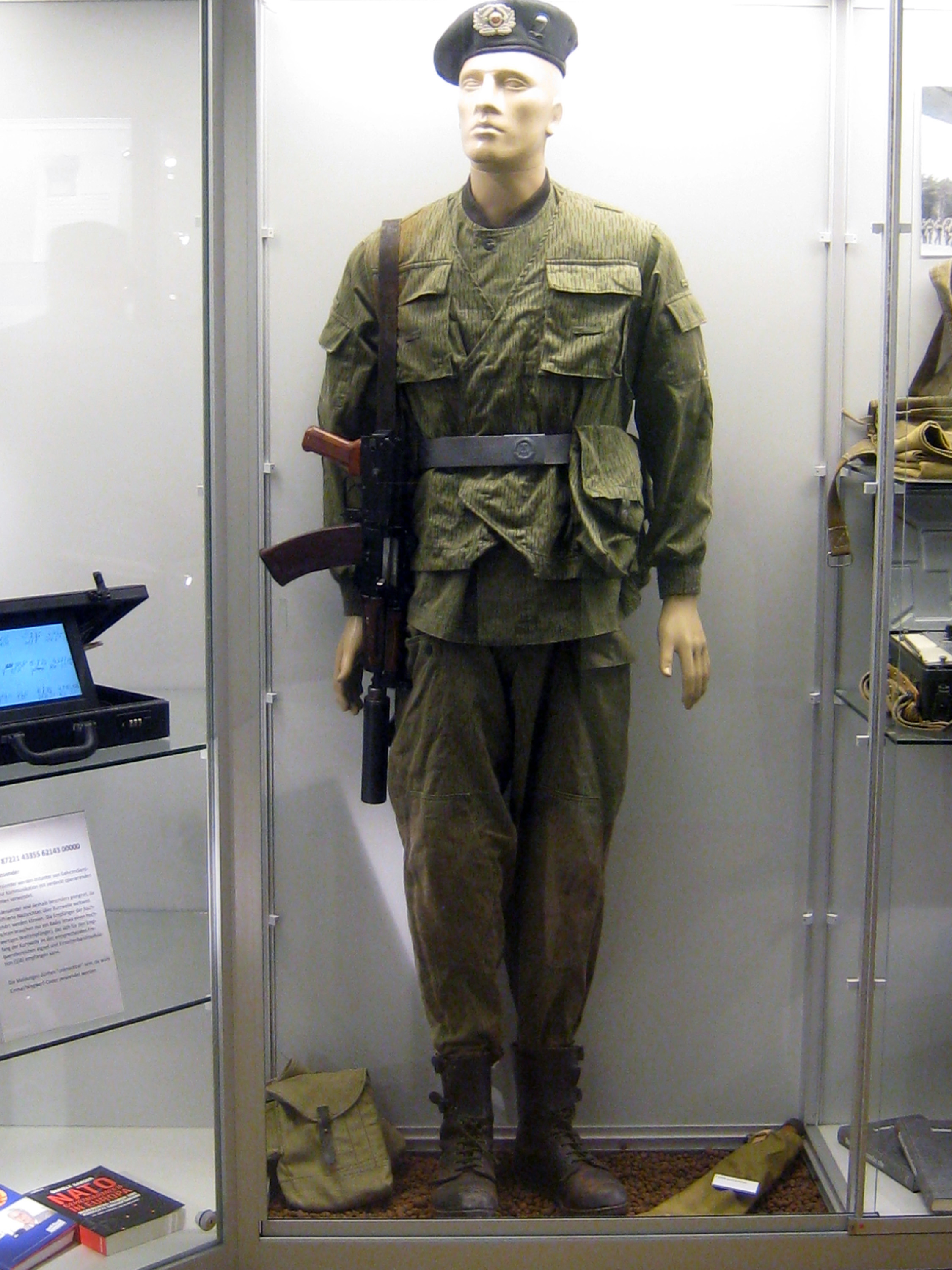
Uniforme de Paracaidista del Ejército Popular.

Los paracaidistas utilizaban prácticamente las mismas armas que el resto del ejército (Landstreitkräfte):
- Pistola semiautomática Makarov PM
- Rifle de asalto AK-74
- Ametralladora ligera RPD
- Ametralladora ligera PKM
- Rifle de francotirador semiautomático Dragunov SVD
- Granada propulsada por cohete RPG-7D, especialmente diseñada para su uso por tropas aerotransportadas.
- Misil antiaéreo portátil 9K32 Strela-2

El batallón solo contaba con unos cuantos vehículos como jeeps y motocicletas. Como unidad aerotransportada, saltaban desde aviones de transporte o eran trasladados en helicópteros a su objetivo.